# قربانی (فیلم ۱۹۱۷)
قربانی (انگلیسی: Sacrifice) یک فیلم است که در سال ۱۹۱۷ منتشر شد.